# Водное поло на чемпионате мира по водным видам спорта 2022
Соревнования по водному поло на чемпионате мира по водным видам спорта 2022 года проходили с 20 июня по 3 июля в Будапеште, Венгрия. Место проведения — Национальный плавательный стадион имени Альфреда Хайоша.
У мужчин сборная Испании выиграла золото впервые с 2001 года, победив в финале в серии пенальти чемпионов мира 2019 года итальянцев. Самым ценным вратарём был признан испанец Унаи Агирре, а самым ценным игроком финала — испанец Фелипе Перроне.
У женщин сборная США выиграла золото чемпионата мира 4-й раз подряд. Самым ценным вратарём была признана американка Эшли Джонсон, а самым ценным игроком финала — американка Мэдди Масселмен.

## Призёры
| Команда                      | Золото | Серебро | Бронза     |
| ---------------------------- | --- | --- | ---------- |
| Мужской турнир см. подробнее | Испания Унаи Агирре Альберто Мунаррис Альваро Гранадос Бернат Санахуха Мигель де Торо Марк Ларумбе Мартин Фамера Серхи Кабанас Рохер Тахулль Фелипе Перроне Блай Малларах Алехандро Бустос Эдуардо Лоррио | Италия Марко Дель Лунго Франческо Ди Фульвио Лука Дамонте Маттео Иокки Гратта Андреа Фонделли Джакомо Канелла Лука Марциали Гонсало Эченике Николас Прешутти Лоренцо Бруни Эдоардо Ди Сомма Винченцо Дольче Джанмарко Никозия | Греция     |
| Женский турнир см. подробнее | США Эшли Джонсон Мэдди Масселмен Тара Прентис Рэчел Фаттал Ава Элизабет Джонсон Мэгги Стеффенс Стефания Харалабидис Райанн Нушел Дениз Маммолито Кейли Гилкрист Бейли Уэбер Джордан Рейни Аманда Лонганн  | Венгрия | Нидерланды |

## Расписание
Пройдут два соревнования среди мужчин и женщин.
Дано европейское время (UTC+2).
| Дата         | Время | Стадия                              |
| ------------ | ----- | ----------------------------------- |
| 20 июня 2022 | 18:00 | Групповой раунд                     |
| 21 июня 2022 | 18:00 | Групповой раунд                     |
| 22 июня 2022 | 18:00 | Групповой раунд                     |
| 23 июня 2022 | 18:00 | Групповой раунд                     |
| 24 июня 202  | 18:00 | Групповой раунд                     |
| 25 июня 2022 | 18:00 | Групповой раунд                     |
| 26 июня 2022 | 18:00 | Плей-офф/Дополнительные матчи       |
| 27 июня 2022 | 18:00 | Плей-офф/Дополнительные матчи       |
| 28 июня 2022 | 18:00 | Четвертьфиналы/Дополнительные матчи |
| 29 июня 2022 | 18:00 | Четвертьфиналы/Дополнительные матчи |
| 30 июня 2022 | 18:00 | Полуфиналы/Дополнительные матчи     |
| 1 июля 2022  | 18:00 | Полуфиналы/Дополнительные матчи     |
| 2 июля 2022  | 18:00 | Женский финал                       |
| 3 июля 2022  | 18:00 | Мужской финал                       |